# Восточно-Азиатская компания (Дания)
Восточно-азиатская компания (англ. EAC) (дат. A/S Det Østasiatiske Kompagni) — межнациональная холдинговая фирма со штаб-квартирой в Копенгагене (Дания). Компания котируется на Копенгагенской фондовой бирже.
С момента основания в 1897 году это была пароходная компания, однако в 1969 году она покинула рынок пассажирских перевозок и в настоящее время известна как фирма продуктов питания. Предприятия пищевой промышленности фирмы находятся преимущественно в странах Азии и Южной Америки. Фирма имеет три отделения: англ. EAC Foods, которое обслуживает рынок мясных продуктов в Венесуэле; англ. EAC Industrial Ingredients, которое занимается поставкой промышленных комплектующих в Южной и Юго-Восточной Азии, а также англ. EAC Moving and Relocation Services, которое предоставляет услуги по переезду как для фирм, так и для отдельных лиц. Компания также имеет несколько дочерних предприятий, включая англ. EAC Trading, которая активна на рынке производства и сбыта шерсти и англ. EAC  Holdings (Малайзия), которая занимается операциями с недвижимостью.

## История
Восточно-Азиатская компания англ. EAC (общество с ограниченной ответственностью) была основана Хансом Нильсом Андерсеном в Копенгагене 27 марта 1897 года с уставным капиталом 2 миллиона датских крон.
Первоначально это была пароходная компания, специализировавшаяся на трансатлантических и дальневосточных пассажирских перевозках. Флагом компании был голубой якорь, диагонально расположенный на белом полотнище, и две буквы Ø. K. в углу.
В 1899 году Восточно-Азиатская компания открыла первое дочернее предприятие в Санкт-Петербурге — Русское Восточно-Азиатское общество, известное также как «Российское Восточно-Азиатское пароходство» (англ. Russian East Asiatic Steamship Co.), а вскоре после этого французское отделение — фр. Est Asiatique Francais (1902) и Южно-Африканскую торговую компанию (1903).

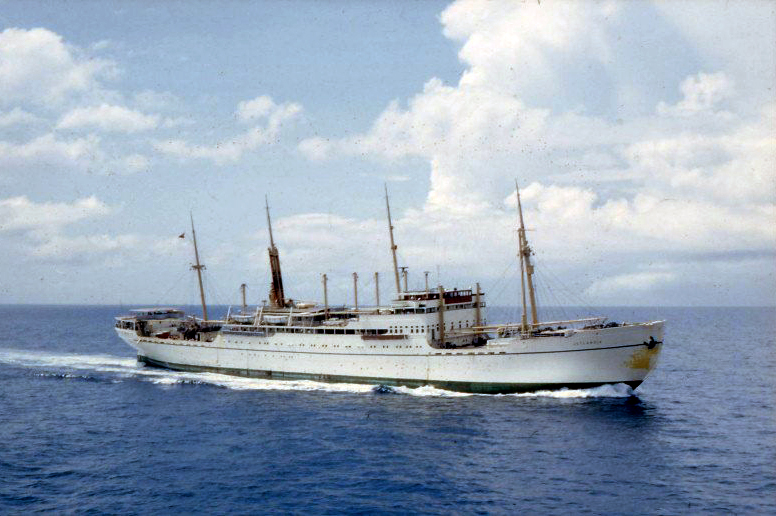
Пароход «Ютландия», 1963 год

В 1919 году, совместно с английским капиталом, Восточно-Азиатская компания создала в Лондоне United Baltic Corporation, которая во время Второй мировой войны стала управлять всем флотом компании.
В том же 1919 году вдовствующая императрица Мария Фёдоровна (датская принцесса Дагмар) вернулась в Копенгаген на судне «Фиония», принадлежавшем Восточно-Азиатской компании. Директор компании капитан Ханс Нильс Андерсен был также её кредитором.
В 1937 году после смерти основателя компании Ханса Нильса Андерсена, Его Королевское Высочество принц Дании Аксель (1888—1964)), внук короля Дании Кристиана IX, был избран председателем совета директоров компании. Он работал в компании с 1925 года и в качестве управляющего с 1932 года.
В 1940 году Германия оккупировала Данию, и два судна компании перешли под контроль стран «Оси», которые впоследствии их затопили. Оставшиеся 17 судов не попали под контроль Германии и приняли участие в войне на стороне стран Союзников. Из них 11 судов было утрачено в ходе войны.

## Штаб квартира
Для штаб квартиры компании в Копенгагене было построено несколько зданий, которые впоследствии стали памятниками архитектуры. Первый офис фирма снимала в ренту в здании дат. Københavns Frihavns-Aktieselskab, пока строился «Азиатский дом» по адресу дат. Indiakaj 16 DK-2100 Copenhagen Ø (55°41′42″ с. ш. 12°35′51″ в. д.). Специально для фирмы в 1898 году в доме был установлен телефон — 36-й по счету в Копенгагене. Главный офис фирмы находился в «Азиатском доме» с 1899 по 1908 год, когда она переехала в новое просторное здание по адресу дат. Holbergsgade 2-4, DK-1057 København K  (55°40′38″ с. ш. 12°35′13″ в. д.). Перед зданием стоит статуя датского адмирала Нильса Юэля. Впоследствии для фирмы было построено еще несколько офисных зданий в Копенгагене, пока она не переехала в здание по адресу дат. Indiakaj 20 DK-2100 Copenhagen Ø  рядом со своей первой штаб-квартирой.